# Copromyza neglecta
Copromyza neglecta är en tvåvingeart som först beskrevs av Malloch 1913.  Copromyza neglecta ingår i släktet Copromyza och familjen hoppflugor. Arten är reproducerande i Sverige. Inga underarter finns listade i Catalogue of Life.